# Impression (psychologie)
En psychologie, une impression est l'idée que nous nous faisons d'une personne ou d'une situation à partir de nos connaissances, de nos souvenirs ainsi que des caractéristiques déjà perçues chez d'autres personnes ou situations. C'est la rencontre entre les éléments sensoriels et les représentations cognitives qui est à la source de la formation d'impression lors de la rencontre avec une personne ou un événement. On distingue quatre matériaux de base d'une première impression soit l'apparence physique, la communication non verbale, la familiarité et le comportement (incluant la communication verbale).
L'impression se rapproche de l'opinion et fait partie de la construction de cette dernière. Cependant, elles se différencient dans le sens qu'on peut avoir une seule opinion mais diverses impressions de quelqu'un ou quelque chose.
Le "déjà vu" fait partie de l'une de ces impressions.